# Paracullia burmeisteri
Paracullia burmeisteri är en fjärilsart som beskrevs av Köhler 1952. Paracullia burmeisteri ingår i släktet Paracullia och familjen nattflyn. Inga underarter finns listade i Catalogue of Life.